# Michele Amorena
Michele Amorena (Ponte di Piave, 7 luglio 1946 – 16 febbraio 1999) è stato un politico italiano.

## Biografia
Segretario della Lega Nord nel comune di Treviso, tra il 1994 e il 1998 è stato consigliere comunale nella stessa città.
È stato eletto in Senato in occasione delle elezioni politiche del 1996 per la XIII legislatura repubblicana; è morto all'età 52 anni nel febbraio 1999 da parlamentare in carica, gli è subentrato a Palazzo Madama il collega Piergiorgio Stiffoni.
Hanno militato nella Lega anche la moglie Silvana Lorenzi, presidente delle "Donne Padane" di Treviso e vicepresidente nazionale, e la figlia Alessandra Luisa, consigliere comunale a Treviso dal 1998 al 2003.